# Lepidopilum apophysatum
Lepidopilum apophysatum là một loài rêu trong họ Daltoniaceae. Loài này được Hampe mô tả khoa học đầu tiên năm 1872.